# Trust No One (Dave Navarro)
| Recensione | Giudizio |
| ---------- | -------- |
| AllMusic   |          |

Trust No One è il primo album in studio del chitarrista statunitense Dave Navarro, pubblicato il 19 giugno 2001 per la EMI.

## Antefatti

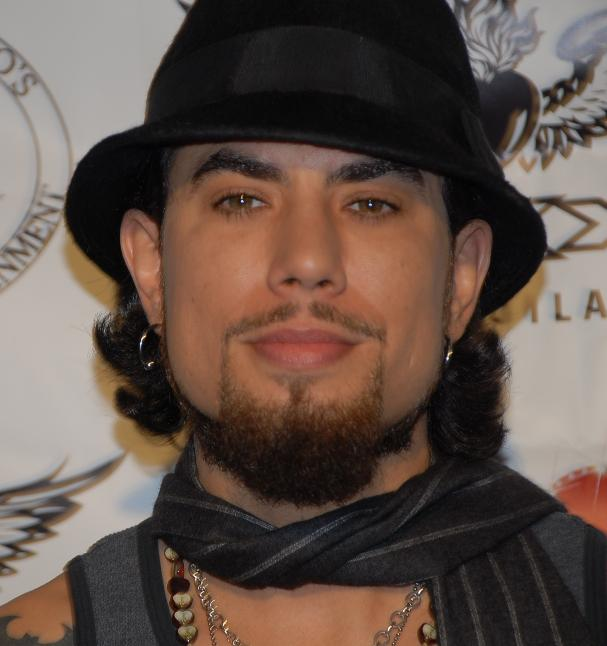
Dave Navarro

Dave Navarro pensò di mettersi al lavoro per pubblicare un album già a fine 1997, durante il periodo in cui stava per lasciare i Red Hot Chili Peppers, band in cui era chitarrista e con la quale aveva pubblicato un solo disco, One Hot Minute . Il suo utilizzo di droghe non era ben visto dai Red Hot, in particolare dal cantante del gruppo Anthony Kiedis ,il quale aveva appena passato un brutto periodo, sempre per gravi problemi legati all'uso di droghe. Dunque, anche perché non si era mai creata armonia fra il resto del gruppo e il chitarrista anglo-messicano, Dave venne licenziato dopo violente liti con alcuni membri dei Red Hot riguardo alla sua dipartita. Proprio in questo periodo, in cui il chitarrista era sull'orlo di una depressione "autodistruttiva", il suo vecchio gruppo, i Jane's Addiction, gli comunicarono che il gruppo voleva riunirsi per un tour e per pubblicare successivamente un nuovo album. Dave accettò ma la sua dipendenza da eroina non finì comunque.

## Stile musicale e argomenti
Lo stile di Trust No One è parzialmente diverso dai lavori precedenti di Navarro. Infatti se con i Jane's Addiction e con i Red Hot Chili Peppers il chitarrista privilegiava uno stile variegato che comprendeva generi come il Funk Metal, in questo disco Navarro si basa su assoli e melodie che richiamano maggiormente l'Heavy metal e il Post-grunge tanto che alcune canzoni come Mourning Sun e il singolo Hungry ricordano in parte lo stile degli Stone Temple Pilots, noto gruppo Grunge . Così come lo stile musicale anche i temi sono diversi in questo album. Trust No One include argomenti come il suicidio, l'angoscia, la depressione e l'ira, tutti sviluppati in modo autobiografico. Nella traccia Hungry, Dave Navarro allude in parte all'omicidio di sua madre, avvenuto per mano del suo ex-ragazzo quando Dave era un bambino, purtroppo non il solo evento traumatico nella vita del chitarrista.

## Critica e vendite
L'album ha ricevuto critiche generalmente positive, in particolare sono stati lodati elementi come la "sincerità" di Navarro nei testi, la sua voce melodica e calda e la sua abilità con altri strumenti (Dave infatti suona anche il Basso elettrico e la tastiera, unita talvolta a sintetizzatori) Il disco non ha raggiunto la commercialità desiderata anche se ha avuto un discreto successo negli Stati Uniti.

## Tracce
Testi e musiche di Dave Navarro, tranne ove segnato.
1. Rexall – 3:58
2. Hungry – 3:33
3. Sunny Day – 4:46
4. Mourning Son – 4:03
5. Everything – 4:31
6. Not for Nothing – 5:28
7. Avoiding the Angel – 4:26
8. Very Little Daylight – 4:11
9. Venus in Furs – 4:29 (Lou Reed)
10. Slow Motion Sickness – 5:29

### B-sides
1. Easy Girl – 5:09
2. Somebody Else – 3:35
3. The Bed – 4:26 (Lou Reed)